# Aerokurier
Der aerokurier ist ein monatlich erscheinendes deutschsprachiges Luftfahrtmagazin mit dem Schwerpunkt Allgemeine Luftfahrt. Gemeinsam mit den Magazinen Flug Revue und Klassiker der Luftfahrt, die sich mit kommerzieller Zivilluftfahrt, Militärluftfahrt und Raumfahrt beziehungsweise historischen Flugzeugen und Luftfahrtgeschichte befassen, gehört er zur Motor Presse Stuttgart. Der Aerokurier ist offizielles Organ des Deutschen Aero Clubs sowie der Aircraft Owners and Pilot Association Germany (AOPA).

## Geschichte
Der aerokurier wurde 1957 unter dem Namen Deutscher Aero Club als Mitgliederzeitschrift des größten Deutschen Luftfahrtverbandes gegründet.
Die erste Ausgabe mit einem Umfang von 36 Seiten im Format 28 × 21 Zentimeter (A4) erschien im April 1957. Als erster Chefredakteur fungierte W. A. Grindberg. Das Heft erschien im Verlag Buersche Druckerei GmbH in Gelsenkirchen, der Bezugspreis für Nichtmitglieder betrug 1,50 DM. Mit der Ausgabe 6/1962 kam es zu einer ersten größeren Überarbeitung des Layouts, fortan führte das Heft farbige Bilder auf dem Titel. Die Chefredaktion übernahm Wolfgang Wagner, das Heft erschien im Verlag Dr. Neufang KG.
Ab 1964 erschien das Magazin unter dem Titel deutscher aerokurier. Auch das Format änderte sich und betrug nun 23 × 32 Zentimeter (DIN C4). Mit der Umstellung änderte sich auch der Inhalt. Der zivile Luftverkehr, Militärluftfahrt, Technik und Raumfahrt sowie Luftfahrtgeschichte bekamen einen festen Platz im vorderen Teil des Heftes, an den sich der Luftsport mit Segelflug, Motorflug sowie Modellflug, Fallschirm- und Ballonsport anschloss. Die Verbandsnachrichten des DAeC wurden seither auf separaten farbigen Seiten ins Heft eingelegt. Damit entwickelte sich der deutsche aerokurier von der klassischen Verbandszeitschrift hin zum eigenständigen Luftfahrtmagazin. Zum Heft 1/1976 entfiel das „deutscher“ im Titel, das Magazin erschien fortan als „aerokurier“.
Eine neuerliche Layoutveränderung wurde zum Dezember 1976 vollzogen. Man kehrte zum Format 28 × 21 Zentimeter zurück und überarbeitete Schriften, Satz und Cover. Zum Januar 1978 löste Rolf Dörpinghaus Wolfgang Wagner als Chefredakteur ab. Ab Ende der 1970er Jahre fokussierte sich das Magazin auf die Allgemeine Luftfahrt und den Luftsport, die Großluftfahrt wurde zunehmend weniger thematisiert. Erstmals spiegeln sich in dieser Zeit auch die Entwicklungen der aufkommenden Ultraleichtfliegerei in den Beiträgen wider. 1987 zog die Redaktion von Gelsenkirchen ins Haus der Luft- und Raumfahrt in Bonn um.
Mit der Ausgabe 1/1990 kam zum Titel aerokurier der Claim „Die Internationale Zeitschrift für Luft- und Raumfahrt hinzu“, womit kommerzielle Luftfahrt und Raumfahrt erneut einen Schwerpunkt im Heft erhielten. Drei Monate später übernahm Volker K. Thomalla die Chefredaktion. 1993 wechselte das Heft vom Verlag Dr. Neufang zur Motor Presse Stuttgart.
Im Januar 1999 erschien die 500. Ausgabe des aerokuriers mit dem Titel auf goldenem Hintergrund, der ein Heft später einem gelben Balken wich, was seitdem als Markenfarbe des Heftes gilt. In dieser Zeit entwickelte sich der aerokurier sukzessive zu einem vielseitigen Schwerpunktmagazin für die Allgemeine Luftfahrt mit all ihren Facetten, angefangen vom Motorflug über Ultraleicht- und Segelflug bis hin zu Hubschraubern und der Business Aviation.
Ende 2015 verlegte die Motor Presse Stuttgart ihre Luftfahrtredaktionen von Bonn nach Stuttgart. Im Zuge dessen übernahm der damalige Motorrad-Chefredakteur Michael Pfeiffer zunächst die Herausgeberschaft und später die redaktionelle Gesamtleitung Luft- und Raumfahrt bei der Motor Presse Stuttgart, Lars Reinhold als Redaktionsleiter die inhaltliche Verantwortung und die Verantwortung im Sinne des Presserechts für den aerokurier. Seither wurden das Layout und die inhaltliche Ausrichtung behutsam weiter entwickelt, wobei auf das Erlebnis Fliegerei mehr Augenmerk gelegt wurde. Mit der Übernahme des Chefredakteurspostens des Magazins Auto Motor und Sport durch Michael Pfeiffer Ende 2020 trägt Lars Reinhold die alleinige redaktionelle Verantwortung für den aerokurier.

## Themen
Die inhaltliche Ausrichtung des aerokuriers änderte sich über die Jahre immer wieder. In den Anfangsjahren spielten die Standpunkte des DAeC und sein Verhältnis zur Luftfahrtpolitik eine gewichtige Rolle in den Beiträgen. Weiterhin fanden sich die klassischen Darstellungsformen eines Verbandsmagazins wie Porträts von Mitgliedern, Berichte über sportliche Erfolge und Nachrichten aus den Landesverbänden sowie Kommentare von Funktionären zu aktuellen Themen. Berichte über Fluggeräte und Technik sowie fliegerisches Know-how waren vorhanden, aber weit weniger dominant als heute, wo sie den Schwerpunkt der Berichterstattung ausmachen.
In den 70er- und 80er-Jahren verstand sich der aerokurier als Magazin für Luft- und Raumfahrt, wobei kommerzielle Verkehrsluftfahrt, Militärluftfahrt und Raumfahrt ebenso Berücksichtigung fanden wie die Sparten der Allgemeinen Luftfahrt. Spätestens ab Anfang der 90er Jahre lag der Fokus eindeutig auf der General Aviation mit den oben beschriebenen Teilgebieten. Die Zielgruppe sind heute vor allem aktive Piloten, was durch den Claim „Das Magazin für Piloten“ unterstrichen wird. Dementsprechend finden sich im Heft vor allem Flugtestberichte über neue Flugzeuge, Hubschrauber und Gyrokopter, Porträts über interessante Luftfahrtpersönlichkeiten, Reisegeschichten, die zum Nachfliegen anregen sollen und Praxis-Beiträge von Know-how über Luftrecht bis hin zu Unfallanalysen. Seit 2016 steht auch das Thema Elektroflug zunehmend im Fokus.
Im Laufe des Jahres erscheinen mehrere Schwerpunktbeilagen (Specials), in denen die Themen Maintenance, Segelflug, Flight Training, Ultraleicht, Avionik, Helikopter und Business Aviation fokussiert beleuchtet werden. Weiterhin erscheinen ein Special zur AERO Friedrichshafen sowie alle zwei Jahre ein Special zum Thema Fliegeruhren.

## Engagements
Der aerokurier ist Gold-Sponsor und Medienpartner der jährlich in Friedrichshafen stattfindenden Messe AERO, die als weltweite Leitmesse für die General Aviation gilt.

## Auszeichnungen
Für den in der Februarausgabe 2020 erschienenen Artikel „Liliums Scheinwelt“ über das umstrittene EVTOL-Projekt der Firma Lilium erhielt das Redaktionsteam des aerokuriers vom Luftfahrt-Presse-Club (LPC) den Hugo-Junkers-Preis für herausragenden Luftfahrtjournalismus. In dem Artikel befassten sich die Journalisten eingehend mit der umfassenden Konzeptkritik eines anonymen Luftfahrtingenieurs, der die postulierten Leistungen des Lilium Jets detailliert analysiert hatte und zu dem Schluss gekommen war, dass das Konzept nach aktuellem Stand der Technik nicht umsetzbar ist.
Die Jury des LPC begründete die Entscheidung damit, dass Lars Reinhold und sein Redaktionsteam sich bei ihrer sachlich-kritischen Berichterstattung über den Lilium Jet auch von vielerlei Widerständen nicht hätten beirren lassen und sich dabei stets auf fachliche wissenschaftliche Unterstützung beriefen.